# أرنولد لونغ
أرنولد لونغ (18 ديسمبر 1940 في المملكة المتحدة - ) (بالإنجليزية: Arnold Long)‏ هو لاعب كريكت بريطاني. لعب مع نادي مقاطعة سري للكريكت ‏ ونادي مقاطعة ساسكس للكركيت ‏ ونادي مارليبون للكريكت ‏.

## وصلات خارجية
- أرنولد لونغ على موقع إي آس بي آن كريك إنفو (الإنجليزية)